# Pseudorthopsis
Pseudorthopsis is een geslacht van uitgestorven zee-egels uit de familie Orthopsidae.

## Soorten
- Pseudorthopsis rojasi Sánchez Roig, 1953 †